# Yabelo
Yabelo (ou Yabēlo, Yavello, Yeabelo, Yavelo, Iavello, Yabalo, Yābalo) est une localité du sud de l'Éthiopie, située dans la région d'Oromia, à une altitude de 1 856 m.

## Population
Selon les sources officielles, elle comptait 18 478 habitants en 2005.